# Bergham (Fraunberg)
Bergham ist ein Ortsteil der Gemeinde Fraunberg, Landkreis Erding, Oberbayern.

## Lage
Das Dorf liegt rund ein Kilometer östlich von Maria Thalheim.  